# Pirazina
La pirazina és un compost orgànic heterocíclic aromàtic amb la fórmula química C₄H₄N₂.
La pirazina és una molècula simètrica amb grup punt D2h. Els seus derivats, com per exemple la fenazina, són ben coneguts per la seva activitat antitumoral, antibiòtica i diürètica. La pirazina és menys bàsica en la natura que la piridina, piridazina i pirimidina. La tetrametilpirazina (també coneguda com a ligustrazina) en els humans fa disminuir la producció d'òxid nítric dels leucòcits polimofonuclears, i és un component d'algunes plantes de la medicina tradicional xinesa.

## Síntesi

Síntesi de la pirazina pel mètode Gutknecht